# Xã Pike, Quận Warren, Indiana
Xã Pike (tiếng Anh: Pike Township) là một xã thuộc quận Warren, tiểu bang Indiana, Hoa Kỳ. Năm 2010, dân số của xã này là 1.221 người.